# 藤井佐知
藤井 佐知（ふじい さち、出生名：山口 幸子（やまぐち さちこ）、本名：藤井 幸子（ふじい さちこ）、1924年（大正13年）12月6日 - 2015年（平成27年）10月21日）は、日本の淡路島にあった兵庫県三原郡阿那賀村（現在の南あわじ市）の陶芸家である。
栃木県益子町の益子焼の「中興の祖」である濱田庄司の「唯一の女性の弟子」であり、濱田庄司の教えを受けて、淡路島の土を用いて低火度釉薬であるガレナ釉：鉛釉を用いたスリップウェアを作陶し続け、濱田庄司からは「私にも出来ない、大らかな仕事をする人です」と評されていた。
寡作の陶芸家であったため、藤井が作陶し、世に出た作品の数は決して多く無かったが、その作品は現在もスリップウェア愛好家の中で高く評価されている。

## 生涯

### 生い立ち
1924年（大正13年）12月6日、鳴門海峡を臨む淡路島の南西部にある兵庫県阿那賀村の旧家・山口家に、嘉太、清香夫妻の長女・山口幸子として生まれる。
父・山口嘉太は「山口嘉太八」と名乗り

、賀集珉平が作陶していた「珉平焼（淡路焼）」の流れを汲む、「淡路瓦」と海外輸出向けの陶製タイル：マジョルカタイル「淡陶タイル」の製造で知られる「淡陶社：淡陶株式会社」（現在の「ダントーホールディングス株式会社」）の経営に関わっていた。
1937年（昭和12年）、阿那賀尋常小学校を卒業。1941年（昭和16年）には兵庫県立淡路高等女子学校（現在の兵庫県立洲本高等学校）を卒業し、1944年（昭和19年）、東京都の女子美術専門学校（現在の女子美術大学）高等科西洋画部で洋画を学び卒業する
。
卒業した翌年の1945年（昭和20年）、同郷である淡路島の堺村（現在の洲本市五色町）出身で外務省の高官だった藤井浩と結婚し、藤井幸子となった。ところがその1ヶ月後に東京大空襲に遭遇。2人の郷里である淡路島に避難し、男子を授かった。
しかしその翌年の1946年（昭和21年）、結核により夫・浩を亡くしてしまう。その後、実家のある阿那賀村へ戻った。

### 濱田庄司の唯一の女性の弟子
子どもを育てながら家で出来る仕事を手に付けようと、家が「淡陶社」の経営に関わっていた事から
陶芸家の道を志し、1950年（昭和25年）、京都府の国立陶磁器試験所で半年間研修生として学んだ。その後、河井寛次郎に入門を願い出たが、河井には濱田庄司に師事する事を勧められた。
1951年（昭和26年）、早くから濱田庄司の作品に魅せられ、濱田庄司と長年交流を持っていた堀尾幹雄の仲介により、濱田庄司に弟子入りした。4歳だった息子を実父母に預け、家と育児を離れ、栃木県芳賀郡益子町での修行に入った。
その後2年間、1953年（昭和28年）まで、益子町の濱田の元で陶芸を学んだ。こうして幸子は「濱田庄司の唯一の女性の弟子」となった。

### スリップウェアの作陶活動
1955年（昭和30年）
、淡路島の阿那賀村に戻り、自宅に小さな単窯である「あんこ窯」を築き、1957年（昭和32年）には登り窯を築いた。
そして濱田庄司の教えにより、摂氏1,120℃前後の焼成による低火度釉薬（ガレナ釉：鉛釉）によるスリップウェアの作陶をするようになる。
1961年（昭和36年）に国画会と日本民藝館展に初出品し、本格的に陶芸家としての活動を始める。
その他にも1962年（昭和37年）4月から女流陶芸家の辻協が主催した女性陶芸家の展覧会である「陶芸女朶火（めだか）展」に出品していた。
1964年（昭和39年）には国画会展新人賞を受賞し、推薦されて会友となった。論評に「布志名焼風の作品」と書かれているため、スリップウェアの作品を出品している
。
1969年（昭和44年）には国画会会員に推挙され、国画会会員となった。
1972年（昭和47年）、日本民芸館展奨励賞を受賞する。この年から「藤井佐知」の名を使い始める。
国画会展や日本民藝会展に積極的に出品し入選していたが、寡作な陶芸家であり、主に大阪や
神戸、そして藤井佐知の仕事を知る民芸店の求めに応じて作陶するのに精一杯であり、時には個展を開ける程の作品が溜まらないこともあったという。また淡路島の藤井佐知作品愛好家向けの個展を開くに留まっていたという。
その一方で兵庫県民芸協会の人々や淡路島で窯を開こうとする若い陶芸家が藤井を訪ねた時には、濱田庄司や河井寛次郎の作品や、柳宗悦の書や英国のスリップウェアに囲まれた部屋でお茶を振る舞い、自身の仕事について語り、益子での濱田庄司の下での修行時代や、淡路島で窯を築き独立した時の事などの思い出を語っていたという。
2015年（平成27年）10月21日、享年90で逝去した。

### 「藤井佐知作品集」刊行
2019年（平成31年）1月23日、丹波焼の陶芸家であり兵庫県民芸協会副会長である前野直史の発案により兵庫県民芸協会に呼び掛けて、前野が代表となり「藤井佐知作品集刊行委員会」が設置された。
そして藤井佐知作品のコレクターであった仲野文が所持していた藤井佐知作品を中心にして様々な資料が集めまとめられて制作活動がなされ、同年（令和元年）12月15日、「藤井佐知作品集」が刊行された。そして2023年（令和5年）には特装版が刊行された。

## 関連文献
- 藤井佐知(作)『藤井佐知作品集』（刊行会版）兵庫県民芸協会、2019年12月15日。国立国会図書館サーチ：R100000002-I030168956。
  - 藤井佐知(作)『藤井佐知作品集』（普及版）兵庫県民芸協会、2019年12月15日。 NCID BB29779355。国立国会図書館サーチ：R100000002-I030169014。